# Koinoporus mapochi
Koinoporus mapochi is een snoerwormensoort uit de familie van de Tetrastemmatidae. De wetenschappelijke naam van de soort is voor het eerst geldig gepubliceerd in 1988 door Sánchez & Moretto.